# Novoivànivka (Krasnogvardiske)
|  | Per a altres significats, vegeu «Novoivànivka». |

Novoivànivka (en (ucraïnès): Новоіванівка, en rus: Новоивановка, Novoivànovka) és un poble de la República Autònoma de Crimea a Ucraïna, que el 2014 tenia 141 habitants. Pertany al districte de Krasnogvardiske.